# Kugelblumen
Die Kugelblumen (Globularia) bilden eine Pflanzengattung innerhalb der Familie der Wegerichgewächse (Plantaginaceae). Die 22 bis 30 Arten besitzen unterschiedlich große Areale hauptsächlich im Mittelmeerraum. Einige Arten kommen bis Mitteleuropa, Makaronesien und Kleinasien mit den südlichsten Vorkommen in Somalia vor.

## Beschreibung

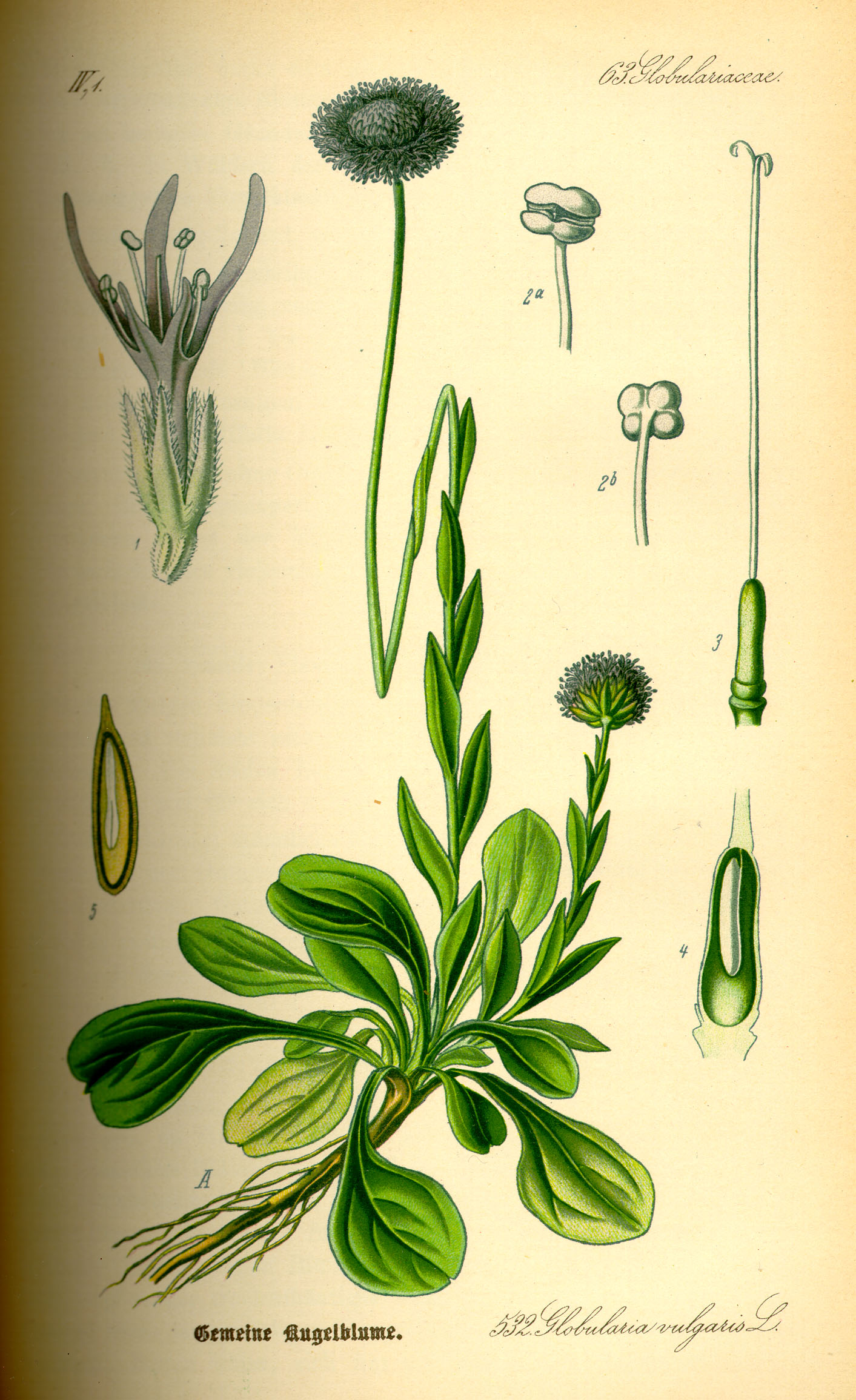
Illustration der Echten Kugelblume, Gewöhnliche Kugelblume (Globularia punctata)

### Vegetative Merkmale
Globularia-Arten sind meist immergrüne, ausdauernde, krautige Pflanzen, selten Zwergsträucher.
Die Laubblätter sind einfach und ganzrandig.

### Generative Merkmale
Die Blütenstände sind kugelig (daher der Name).
Die zwittrigen Blüten sind zygomorph und meist fünfzählig. Die fünf blauen Kronblätter sind zu einer Röhre verwachsen, die zweilippig endet. Die vier Staubblätter und Griffel ragen deutlich aus der Kronröhre heraus. Zwei Fruchtblätter sind zu einem oberständigen Fruchtknoten verwachsen.
Es werden Achänen gebildet.

## Inhaltsstoffe
Kugelblumen-Arten enthalten das chemisch noch unerforschte Glykosid Globularin, das für giftige Nebenwirkungen verantwortlich gemacht wird.
Weitere Inhaltsstoffe sind Zimtsäure, Mannit und Aucubin.

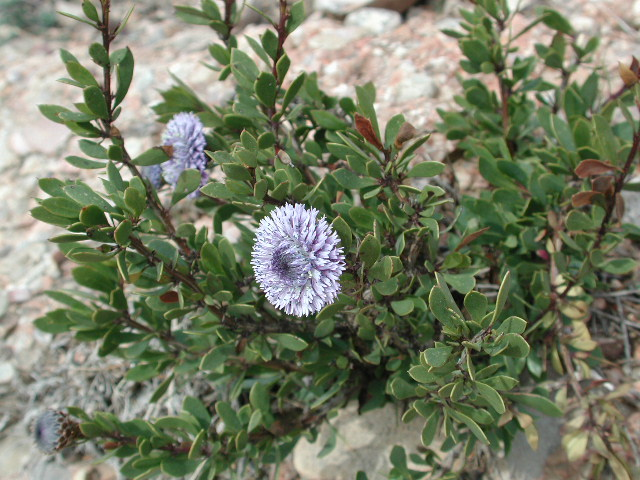
Strauchige Kugelblume (Globularia alypum)

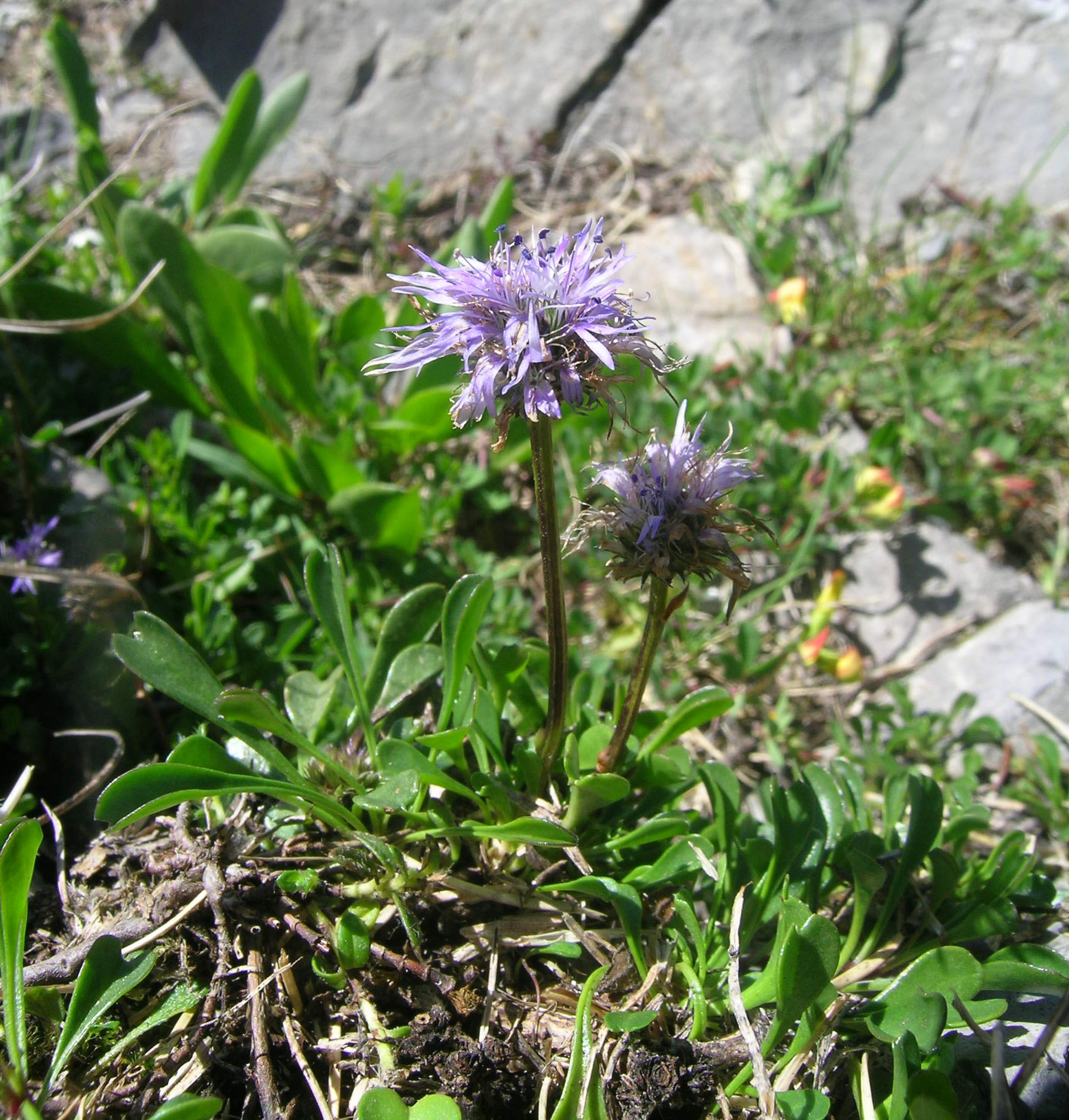
Herzblättrige Kugelblume (Globularia cordifolia)

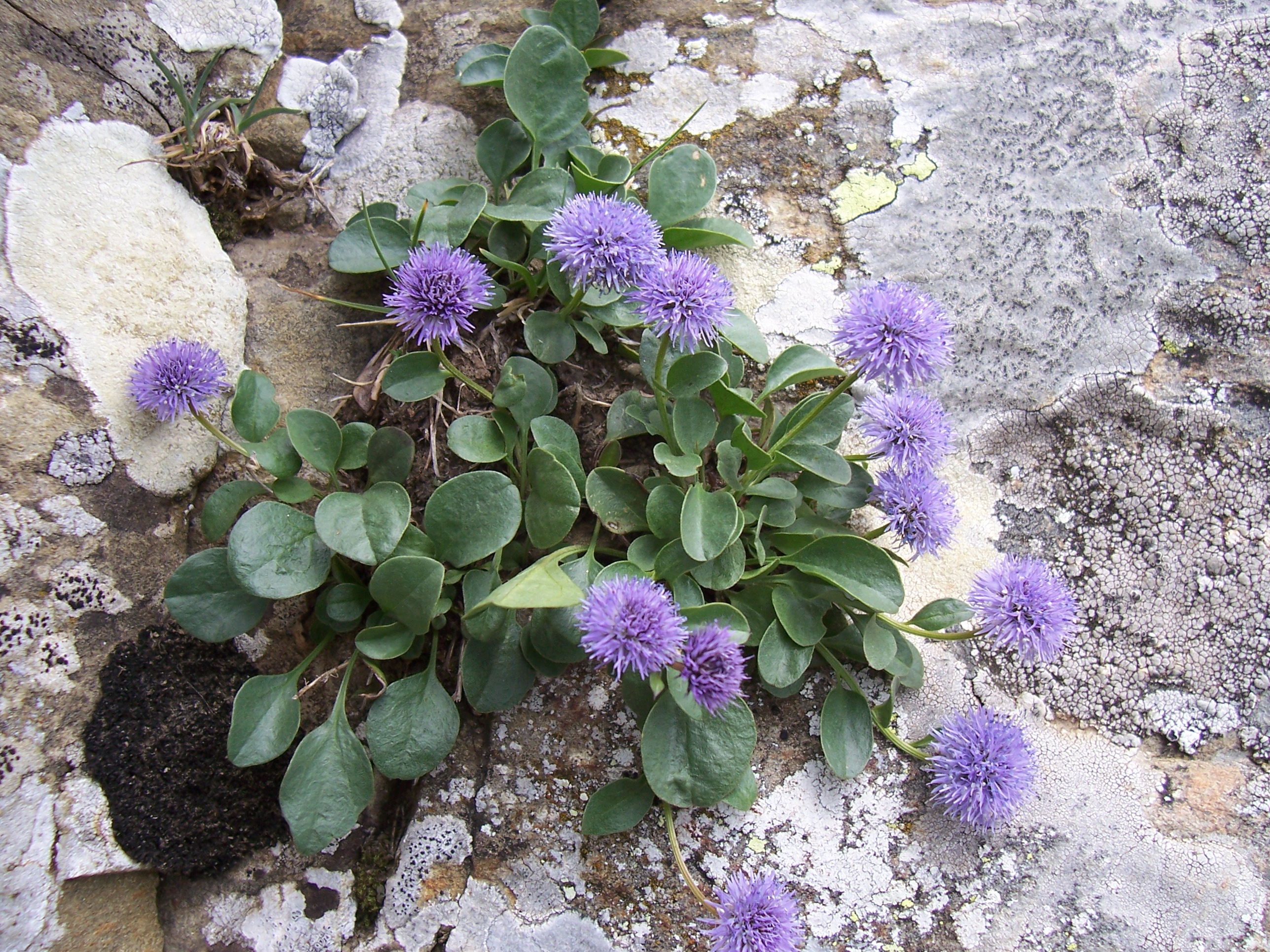
Globularia incanescens

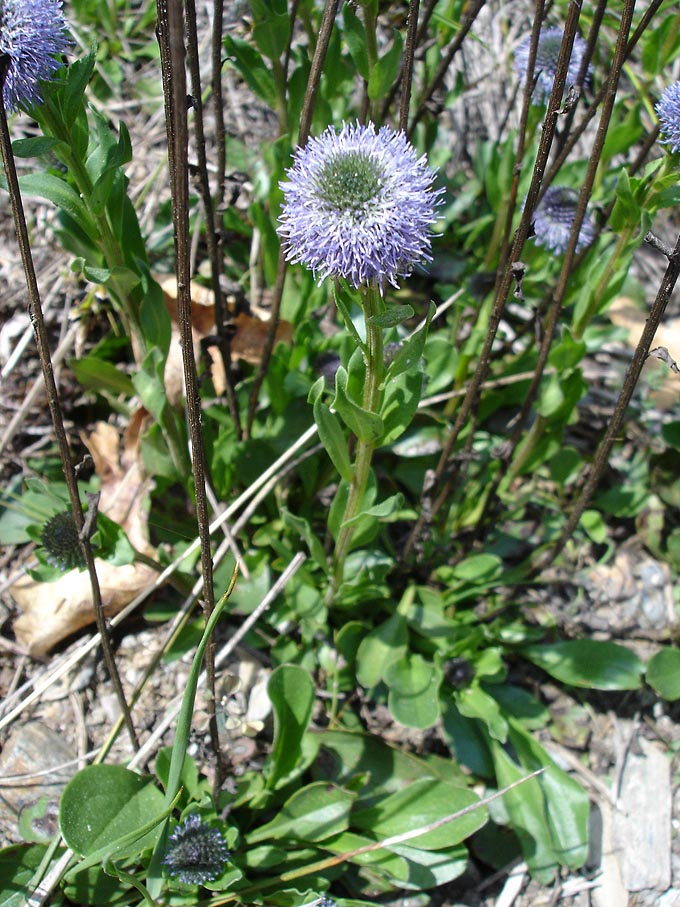
Echte Kugelblume, Gewöhnliche Kugelblume (Globularia punctata)

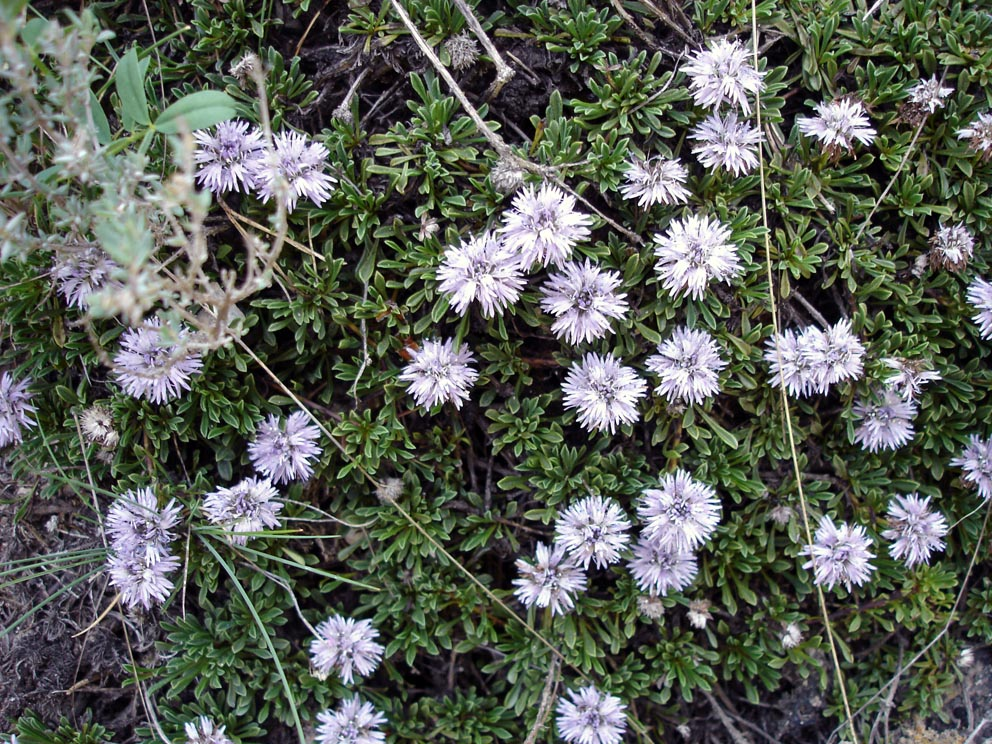
Bestand der Kriechenden Kugelblume (Globularia repens)

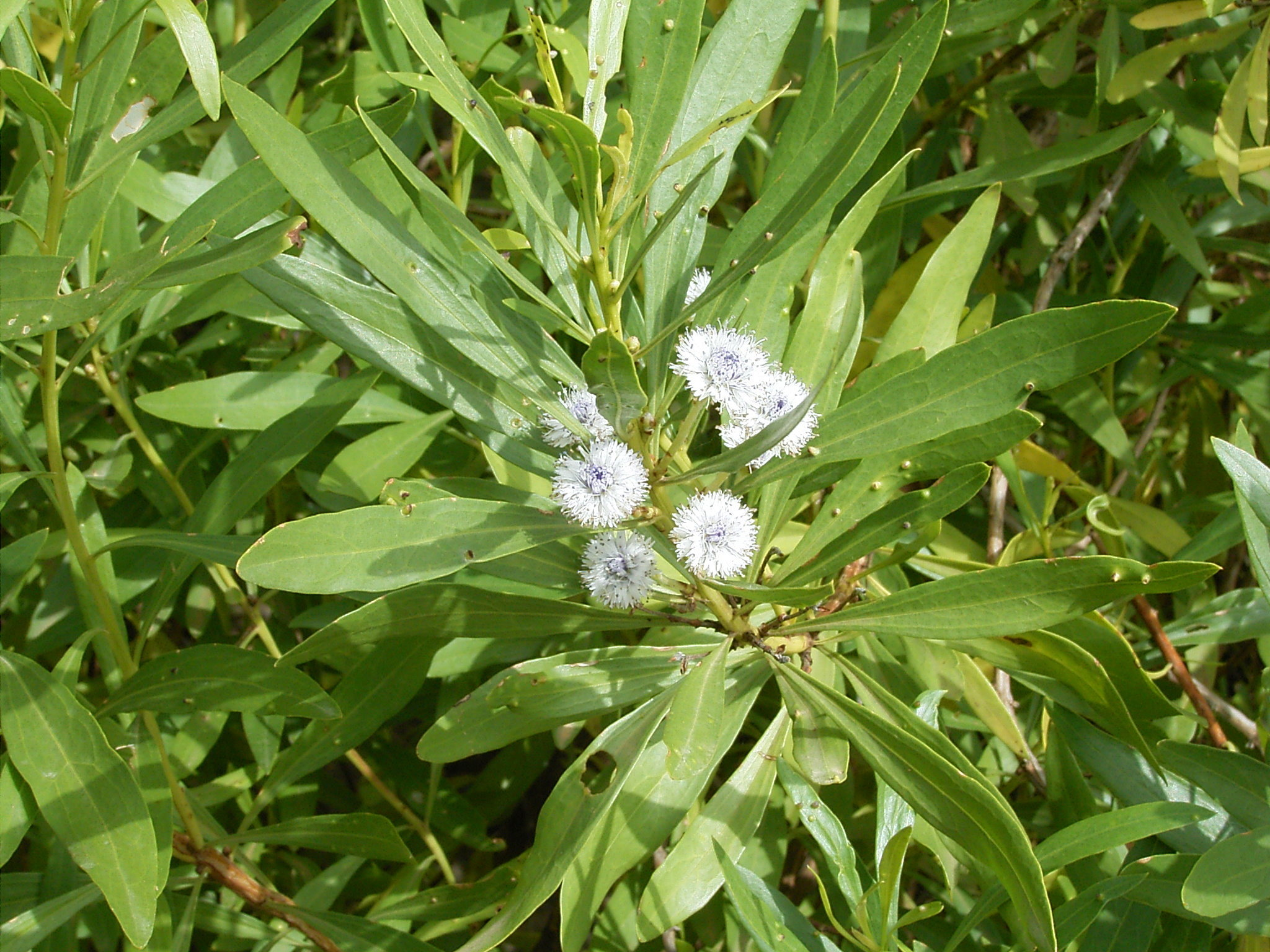
Weidenartige Kugelblume (Globularia salicina) auf La Palma

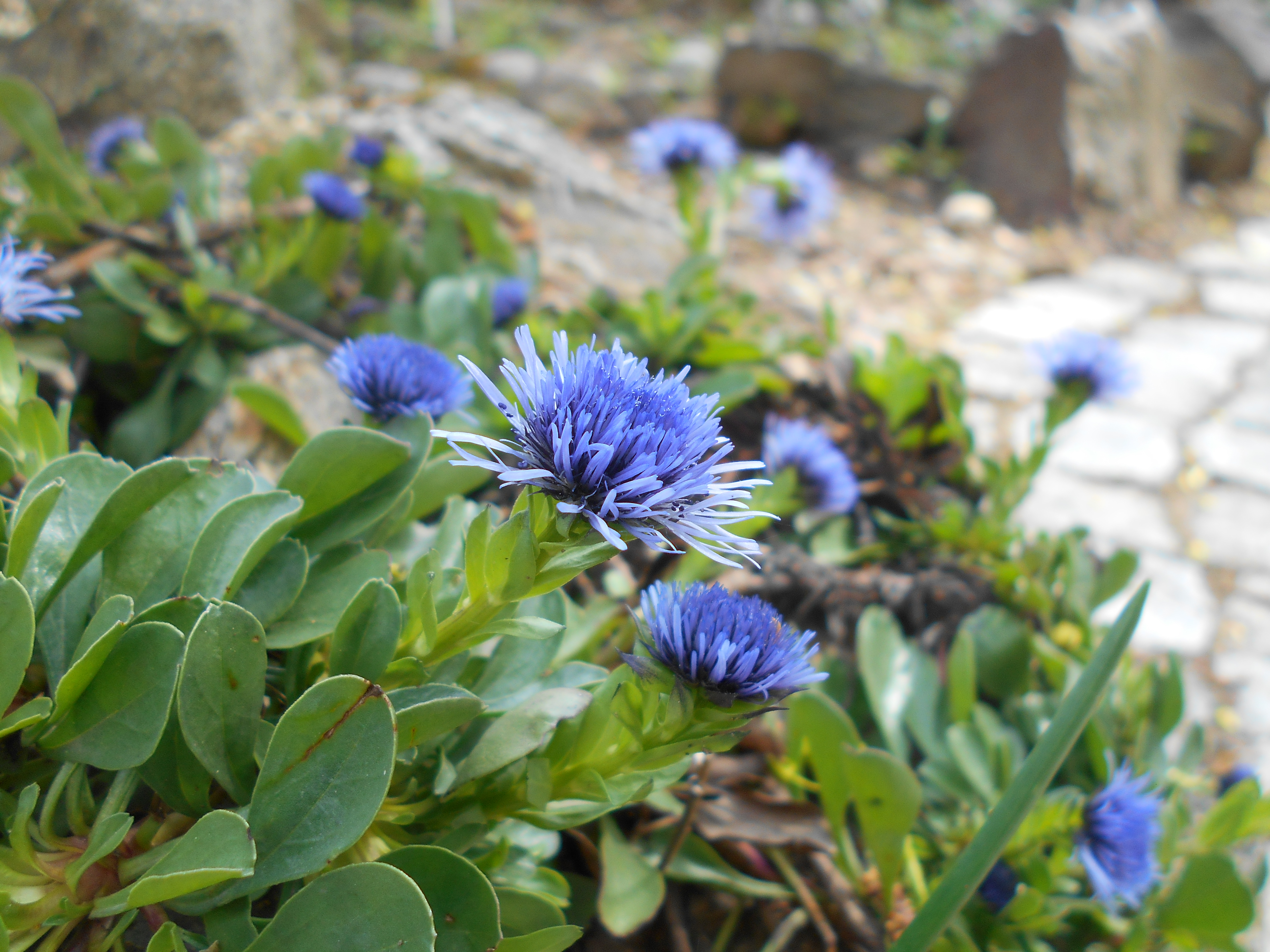
Behaartblütige Kugelblume (Globularia trichosantha)

## Systematik und Verbreitung
Globularia-Arten sind von den Kanarischen Inseln über Europa, Nordafrika, Vorderasien bis Somalia und Mauretanien verbreitet.
In Mitteleuropa kann man drei Arten (siehe auch Arten unten) antreffen: Echte Kugelblume, Gewöhnliche Kugelblume (Globularia punctata) und die beiden Alpenpflanzen Herzblättrige Kugelblume (Globularia cordifolia), Nacktstängelige Kugelblume (Globularia nudicaulis).
Die Erstveröffentlichung des Gattungsnamens Globularia erfolgte 1753 durch Carl von Linné in Species Plantarum. Der botanische Gattungsname leitet sich vom lateinischen Wort globulus für „kleiner Ball“ ab und bezieht sich auf die Form der Blütenstände.  Ein Synonym für Globularia L. ist Lytanthus Wettst.
Die Gattung Globularia gehört zur Tribus Globularieae innerhalb der Familie Plantaginaceae. Die Gattung Globularia wurde früher einer eigenen Familie Globulariaceae zugeordnet.

### Arten
Es gibt 22 bis 30  Globularia-Arten:
- Strauchige Kugelblume (Globularia alypum L.): Sie ist im Mittelmeerraum z. B. Spanien, Frankreich, Italien, Griechenland, Kreta, Tunesien und in der Türkei verbreitet.[2]
- Globularia anatolica A.Duran: Sie wurde 2009 erstbeschrieben und ist ein Endemit im südwestlichen Anatolien.[3]
- Globularia arabica Jaub. & Spach: Sie kommt in Marokko, Algerien, Tunesien, Libyen, Ägypten, auf der Sinaihalbinsel, in Jordanien, Israel, Mauretanien, Dschibuti, Eritrea, Äthiopien und Somalia vor.[1]
- Globularia ascanii Bramwell & Kunkel: Es ist eine gefährdete endemische Art auf den Kanarischen Inseln nur in einem kleinen Gebiet im nordwestlichen Gran Canaria im Tamadaba Massif.[4]
- Herzblättrige Kugelblume, Alpen-Kugelblume (Globularia cordifolia L.): Es ist eine Gebirgspflanze der Pyrenäen, Alpen, des Apennin, Balkan und der Karpaten. Auch in der Türkei kommt sie vor.[2]
- Globularia davisiana O.Schwarz: Die Heimat ist die Türkei.[2]
- Globularia dumulosa O.Schwarz: Die Heimat ist die Türkei.[2]
- Globularia ×fuxeensis Giraud. = Globularia nudicaulis × Globularia repens; (Syn.: Globularia gracilis Rouy & J.A.Richt.): Sie kommt in Spanien, Andorra und Frankreich vor.[2]
- Globularia greuteri M.A.Mateos & Valdés: Sie wurde 2006 erstbeschrieben und ist ein Endemit im Rif-Gebirge in Marokko.[5]
- Globularia hedgei H.Duman: Sie wurde 2008 aus dem südlichen Anatolien erstbeschrieben.
- Globularia incanescens Viv.: Es ist eine Gebirgspflanze des nördlichen Apennin und der Apulischen Alpen.
- Globularia liouvillei Jahand. & Maire: Es ist ein Endemit des Hohen Atlas in Marokko.[2]
- Mallorca-Kugelblume (Globularia majoricensis Gand.; Syn.: Globularia cambessedesii Willk.): Sie ist ein Endemit von Mallorca.[2]
- Südliche Kugelblume (Globularia meridionalis (Podp.) O.Schwarz, Syn.: Globularia bellidifolia (Ten.) Hayek): Sie kommt in Italien, Österreich, Serbien, Kroatien, Bulgarien, Albanien und Griechenland vor.[2]
- Globularia nainii Batt.: Die Heimat ist Marokko.[2]
- Globularia neapolitana O.Schwarz: Die Heimat ist Italien.[2]
- Nacktstängelige Kugelblume, Nickende Kugelblume, Schaft-Kugelblume (Globularia nudicaulis L.): Es ist eine Gebirgspflanze der Pyrenäen, Alpen, des Apennin und des westlichen Balkan.
- Globularia orientalis L.: Die Heimat ist die Türkei, der Libanon und Syrien.[2]
- Echte Kugelblume, Gewöhnliche Kugelblume (Globularia punctata Picot de Lapeyrouse, Syn.: Globularia bisnagarica L., Globularia elongata Hegetschweiler, Globularia willkommii C.F.Nyman): Ihr Verbreitungsgebiet ist Mittel- und Südeuropa bis zum Kaukasus.[2]
- Kriechende Kugelblume (Globularia repens Lam.): Ihr Verbreitungsgebiet ist das südwestliche Europa besonders die südwestlichen Alpen, Spanien, Andorra, Frankreich und Italien.[2]
- Weidenartige Kugelblume (Globularia salicina Lam.): Heimat sind die Kanarischen Inseln und Madeira.[2]
- Globularia sarcophylla Svent.: Sie kommt nur auf Gran Canaria vor.[2]
- Globularia sintenisii Hausskn. & Wettst.: Sie kommt in der Türkei vor.[2]
- Dornige Kugelblume (Globularia spinosa L.): Dieser Endemit kommt nur im südöstlichen Spanien vor.[2]
- Griechische Kugelblume (Globularia stygia Orph. ex Boiss.): Dieser Endemit kommt nur in Griechenland auf dem Peloponnes vor.[2]
- Behaartblütige Kugelblume (Globularia trichosantha Fisch. & C.A.Mey.): Die Heimat ist die europäische und asiatische Türkei, Syrien, Libanon, Armenien, Georgien, der Kaukasusraum, die Krim (Ukraine) und Bulgarien.[1]
- Schwedische Kugelblume (Globularia vulgaris L., Syn.: Globularia valentina Willk.): Sie kommt in Schweden, Portugal, Spanien, Andorra, Frankreich, Korsika, Kroatien, Bulgarien und in der Türkei vor.[2]